# Agnone Cilento
Agnone Cilento (anche semplicemente L’Agnone in dialetto cilentano), è una frazione di Montecorice, in provincia di Salerno (Campania) con 1 000 abitanti.

## Geografia fisica
Il paese cilentano (detto "L'Agnone" nel dialetto locale) è situata sulla costa tirrenica alla foce del Rio Lavis, lungo il tracciato della SS 267. Dista 3 km da Montecorice. Una strada interna collega Agnone con Perdifumo e Serramezzana.
Le piccole località che sorgono nei dintorni di Agnone Cilento e che ne rappresentano una sorta di contrade periferiche sono: Assunta, Capitello, Guarino, Magazzeni, Punta Capitello, Ripe Rosse, Rosaine, San Nicola a Mare e San Nicola dei Lembi. I quartieri sono la Marina, la Piazza, Via vecchia, Via Lavis, Magazzini, il Melaro e il Lumbro.

## Storia
Le prime notizie riguardo Agnone si hanno nel 1187, allorquando nei pressi dell'attuale località sorgeva una chiesa chiamata Santa Maria de Hercula (o S.M. ad Herchia). Lo sviluppo della località vera e propria si ha dalla fine del XVII secolo laddove si vedrà anche lo sviluppo della località di S.Nicola a Mare, inizialmente piccolo nucleo di case di pescatori sorte sotto la torre di San Nicola.
Una particolare usanza del posto sono le di alici marinate e i libbani, una particolare corda fatta prevalentemente con erbe selvatiche raccolte nelle vicinanze.
Le famiglie più numerose di Agnone sono i Margarucci, i Lembo, i Tarallo, i Giannella, i Maffia, i Malzone e i Guariglia.

## Economia

### Turismo
Agnone è una località turistica balneare piuttosto nota compresa nel parco nazionale del Cilento e Vallo di Diano. L'altra frazione balneare di Montecorice è Case del Conte, a circa 6 km nord, al confine con Ogliastro Marina, nel comune di Castellabate.
Negli ultimi anni si sono avuti interventi di completamento del porto. È in programma la realizzazione di un collegamento pedonale tra San Nicola ed Agnone.

## Infrastrutture e trasporti
Un servizio di autobus cadenzati da Salerno e Napoli rappresenta il collegamento principale per il paese con i centri provinciali maggiori. Nella contrada di S.Nicola a Mare (500 metri da Agnone) vi è un porto, funzionante, (ed in fase di completamento e rifiniture), ove sarà costruito un collegamento pedonale con Agnone.